# Rządy terroru

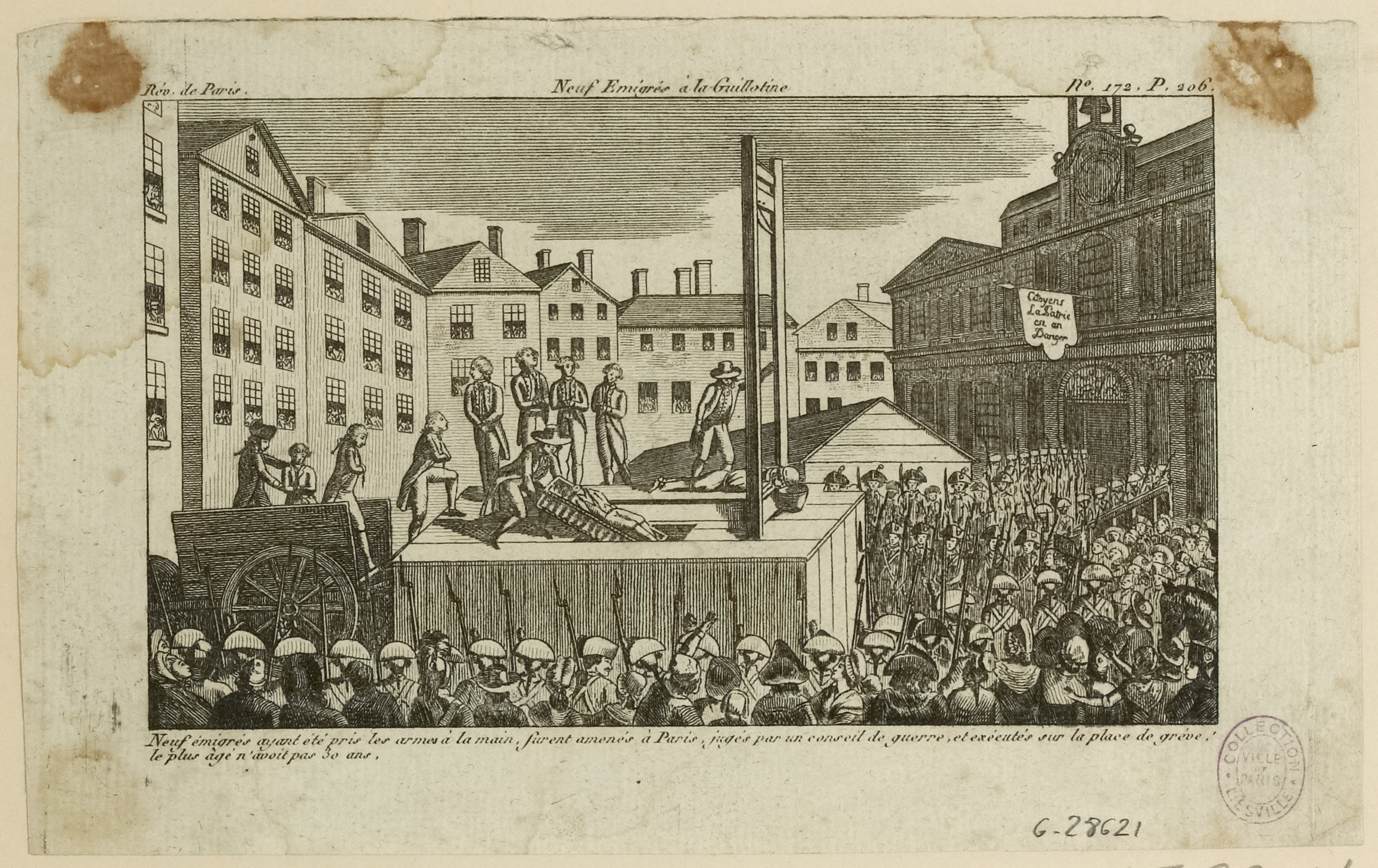
Egzekucja dziewięciu emigrantów politycznych, którzy wrócili do kraju, plac de Grève, 1793

Rządy terroru – okres podczas rewolucji francuskiej, w trakcie którego doszło do masakr i egzekucji tysięcy ludzi oskarżanych m.in. o działalność kontrrewolucyjną. Jego ostatnie miesiące nazywane są wielkim terrorem. Liczba ofiar terroru szacowana jest na około 17 000 osób skazanych na śmierć oraz około 20 000 egzekucji dokonanych w obszarach, gdzie doszło do rebelii.

## Początki terroru
Nie ma jednoznacznie ustalonej i przyjętej daty rozpoczęcia rządów terroru. W marcu 1793 roku Konwent powołał Trybunał Rewolucyjny oraz zaczął wprowadzać regulacje prawne oraz wytyczne, które regulowały funkcjonowanie rządów terroru aż do upadku Robespierre'a. Kolejną wskazywaną datą jest czerwiec 1793 roku, kiedy to aresztowano 29 deputowanych żyrondystów, a sami jakobini doprowadzili do uchwalenia swojej konstytucji w drodze referendum. Inni zaś za początek rządów terroru traktują wrzesień 1793, kiedy to Maximilien de Robespierre przeforsował dekret o podejrzanych.

## Przebieg rządów terroru
W pierwszej połowie 1793 roku powołano Komitet Ocalenia Publicznego w celu zażegnania kryzysu wywołanego wojnami z I koalicją antyfrancuską. W wielu regionach Francji dochodziło wtedy do lokalnych wystąpień kontrrewolucyjnych, gdzie jednym z takich wystąpień było to w Wandei, w której to rząd rewolucyjny Francji prowadził wojny wandejskie. Jakobini wykorzystali te wystąpienia i wskazali szlachtę, kler oraz chłopów jako współwinnych zaistniałych problemów.
Od tej pory terror służył jako narzędzie, za pomocą którego Robespierre i jego sojusznicy pozbywali się swoich przeciwników politycznych. Na początku czerwca 1793 roku doszło do rozbicia żyrondystów, zaś w lipcu Georges Danton został usunięty z Komitetu Ocalenia Publicznego. W tym samym miesiącu Robespierre dołączył do Komitetu, a żyrondystka Charlotte Corday zamordowała Jeana-Paula Marata, w konsekwencji czego dokonano egzekucji uwięzionych wcześniej członków jej ugrupowania. Na początku września Komitet Bezpieczeństwa Powszechnego przejął część kompetencji Komitetu Ocalenia Publicznego, zaś 27 września wydano dekret o podejrzanych, który usprawnił działanie Trybunałów Rewolucyjnych doprowadzając do zwiększenia ilości przeprowadzanych egzekucji w Paryżu i na prowincjach. W marcu doszło do aresztowania przedstawicieli najbardziej radykalnego skrzydła jakobinów, wściekłych, których następnie skazano oraz stracono. Miesiąc później egzekucji poddano kordelierów, zaczynając od hebertystów, a kończąc na dantonistach z Dantonem na czele.

## Wielki terror
10 czerwca 1794 roku Robespierre wprowadził prawo prairiala, które uczyniło Trybunały Rewolucyjne odpowiednim narzędziem do pozbywania się wrogów. Rozpoczął się okres wielkiego terroru, gdzie jedynymi możliwymi wyrokami były śmierć na gilotynie lub uniewinnienie, na skutek czego liczba egzekucji wzrosła drastycznie. Robespierre argumentował wprowadzenie prawa prairiala zagrożeniami ze strony zagranicznych dworów oraz kontrrewolucyjną działalnością wewnątrz kraju, podobnie jak robił to przy wprowadzaniu dekretu o podejrzanych. Pomimo silnej pozycji argumentacja Robespierre'a zaczęła tracić na sile w momencie, kiedy 26 czerwca 1794 roku Francja odniosła zwycięstwo w bitwie pod Fleurus, a opinia publiczna zwątpiła w sensowność masowych egzekucji. Do osłabienia narracji Robespierre'a przyczyniły się również brutalne metody, jakie zastosowano podczas krwawego tłumienia zamieszek m.in. w Wandei, Tulonie oraz Lyonie.
Wśród jakobinów powstała grupa ludzi, którzy zaczęli się obawiać o życie swoje oraz swoich bliskich. Zawiązali oni spisek przeciwko reszcie ugrupowania, zaś Komitet Ocalenia Publicznego odwrócił się od Robespierre'a. Został on uznany winny tyranii, a 27 lipca 1794 roku Konwent aresztował go oraz jego współpracowników podczas przewrotu 9 thermidora. Dzień później doszło do egzekucji wszystkich aresztowanych.

## Interpretacja w literaturze
Według Hippolyte'a Taine'a terror był „interludium jakobińskiej paranoi wywołanym przez wirus społecznej umowy”. Ponadto paranoję tę nazywał „zbrodnią popełnioną przez margines społeczny”. Z kolei Alphonse Aulard nie zgadzał się z Taine'em i twierdził, że terror był narodowym odruchem, którego zrozumienie wymaga odniesienia do wojen, które w tym czasie prowadziła I Republika Francuska, oraz postępującej kontrrewolucji.